# Wayne Gretzky
Wayne Douglas Gretzky (Kanada, Ontario, Brantford, 1961. január 26. –) volt profi kanadai jégkorongozó. Minden idők legponterősebb játékosa. Az NHL-ben több tucat rekordot tart. Tízszer volt pontkirály, kilencszer volt az alapszakasz MVP játékos, öt Lady Byng-emlékkupa és öt Lester B. Pearson-díj kitüntetettje és kétszer volt a rájátszás MVP-je. Mikor 1999-ben visszavonult a mezszámát a 99-est az egész ligában visszavonultatták és Gretzkyt még abban az évben beválasztották a Jégkorong Hírességek Csarnokába. Játékosként mindent megnyert kivéve az olimpiát. Beceneve a „The Great One” volt. Ő az egyetlen játékos a liga történetében aki 200 pontos szezont ért el. Híres és sokakat inspiráló mondása volt, hogy "Ne oda korcsolyázz, ahol a korong van, hanem oda, ahova majd érkezik", amit állítólag apjától tanult.

## Statisztika
| 1975–1976                   | Toronto Nationals           | MetJHL                      | 28   | 27  | 33   | 60   | 7   | —    | —   | —  | —  | —   | —   | —   | —   | —  |
| 1976–1977                   | Seneca Nationals            | MetJHL                      | 32   | 36  | 36   | 72   | 35  | —    | —   | —  | —  | 23  | 40  | 35  | 75  | —  |
| 1976–1977                   | Peterborough Petes          | OHL                         | 3    | 0   | 3    | 3    | 0   | —    | —   | —  | —  | —   | —   | —   | —   | —  |
| 1977–1978                   | Sault Ste. Marie Greyhounds | OHL                         | 64   | 70  | 112  | 182  | 14  | —    | —   | —  | —  | —   | —   | —   | —   | —  |
| 1978–1979                   | Indianapolis Racers         | WHA                         | 8    | 3   | 3    | 6    | 0   | —    | —   | —  | —  | —   | —   | —   | —   | —  |
| 1978–79                     | Edmonton Oilers             | WHA                         | 72   | 43  | 61   | 104  | 19  | —    | —   | —  | —  | 13  | 10  | 10  | 20  | 2  |
| 1979–1980                   | Edmonton Oilers             | NHL                         | 79   | 51  | 86   | 137  | 21  | +15  | 13  | 1  | 6  | 3   | 2   | 1   | 3   | 0  |
| 1980–1981                   | Edmonton Oilers             | NHL                         | 80   | 55  | 109  | 164  | 28  | +41  | 15  | 4  | 3  | 9   | 7   | 14  | 21  | 4  |
| 1981–1982                   | Edmonton Oilers             | NHL                         | 80   | 92  | 120  | 212  | 26  | +81  | 18  | 6  | 12 | 5   | 5   | 7   | 12  | 8  |
| 1982–1983                   | Edmonton Oilers             | NHL                         | 80   | 71  | 125  | 196  | 59  | +60  | 18  | 6  | 9  | 16  | 12  | 26  | 38  | 4  |
| 1983–1984                   | Edmonton Oilers             | NHL                         | 74   | 87  | 118  | 205  | 39  | +76  | 20  | 12 | 11 | 19  | 13  | 22  | 35  | 12 |
| 1984–1985                   | Edmonton Oilers             | NHL                         | 80   | 73  | 135  | 208  | 52  | +98  | 8   | 11 | 7  | 18  | 17  | 30  | 47  | 4  |
| 1985–1986                   | Edmonton Oilers             | NHL                         | 80   | 52  | 163  | 215  | 46  | +71  | 11  | 3  | 6  | 10  | 8   | 11  | 19  | 2  |
| 1986–1987                   | Edmonton Oilers             | NHL                         | 79   | 62  | 121  | 183  | 28  | +70  | 13  | 7  | 4  | 21  | 5   | 29  | 34  | 6  |
| 1987–1988                   | Edmonton Oilers             | NHL                         | 64   | 40  | 109  | 149  | 24  | +39  | 9   | 5  | 3  | 19  | 12  | 31  | 43  | 16 |
| 1988–1989                   | Los Angeles Kings           | NHL                         | 78   | 54  | 114  | 168  | 26  | +15  | 11  | 5  | 5  | 11  | 5   | 17  | 22  | 0  |
| 1989–1990                   | Los Angeles Kings           | NHL                         | 73   | 40  | 102  | 142  | 42  | +8   | 10  | 4  | 4  | 7   | 3   | 7   | 10  | 0  |
| 1990–1991                   | Los Angeles Kings           | NHL                         | 78   | 41  | 122  | 163  | 16  | +30  | 8   | 0  | 5  | 12  | 4   | 11  | 15  | 2  |
| 1991–1992                   | Los Angeles Kings           | NHL                         | 74   | 31  | 90   | 121  | 34  | -12  | 12  | 2  | 2  | 6   | 2   | 5   | 7   | 2  |
| 1992–1993                   | Los Angeles Kings           | NHL                         | 45   | 16  | 49   | 65   | 6   | +6   | 0   | 2  | 1  | 24  | 15  | 25  | 40  | 4  |
| 1993–1994                   | Los Angeles Kings           | NHL                         | 81   | 38  | 92   | 130  | 20  | -25  | 14  | 4  | 0  | —   | —   | —   | —   | —  |
| 1994–1995                   | Los Angeles Kings           | NHL                         | 48   | 11  | 37   | 48   | 6   | -20  | 3   | 0  | 1  | —   | —   | —   | —   | —  |
| 1995–1996                   | Los Angeles Kings           | NHL                         | 62   | 15  | 66   | 81   | 32  | -7   | 5   | 0  | 2  | —   | —   | —   | —   | —  |
| 1995–96                     | St. Louis Blues             | NHL                         | 18   | 8   | 13   | 21   | 2   | -6   | 1   | 1  | 1  | 13  | 2   | 14  | 16  | 0  |
| 1996–1997                   | New York Rangers            | NHL                         | 82   | 25  | 72   | 97   | 28  | +12  | 6   | 0  | 2  | 15  | 10  | 10  | 20  | 2  |
| 1997–1998                   | New York Rangers            | NHL                         | 82   | 23  | 67   | 90   | 28  | -11  | 6   | 0  | 4  | —   | —   | —   | —   | —  |
| 1998–1999                   | New York Rangers            | NHL                         | 70   | 9   | 53   | 62   | 14  | -23  | 3   | 0  | 3  | —   | —   | —   | —   | —  |
| NHL összesített (20 szezon) | NHL összesített (20 szezon) | NHL összesített (20 szezon) | 1487 | 894 | 1963 | 2857 | 577 | +518 | 204 | 73 | 91 | 208 | 122 | 260 | 382 | 66 |

## Díjai és rekordjai
Alapszakasz rekordok
- legtöbb gól rájátszással együtt: 1016 gól 1487 alapszakasz mérkőzésen és 208 playoff mérkőzésen
- legtöbb gól egy szezonban: 92 (1981-82) 80 mérkőzés során
- legtöbb gól egy szezonban a rájátszással együtt: 100; (1982-83) 87 gól 74 alapszakasz mérkőzésen és 13 gól 19 rájátszás-meccsen
- legtöbb gól a szezon első 50 meccsén: 61; (1981-82: 1981. október 7 és 1982. január 22 között), (1983-84: 1983. október 5 és 1984. január 25 között)
- legtöbb gól egy harmadban: 4 (1981. február 18.)
- legtöbb gólpassz: 1963
- legtöbb gólpassz a rájátszással együtt: 2223
- legtöbb gólpassz egy szezonban: 163; idény: 1985-86; 80 mérkőzés során
- legtöbb gólpassz egy szezonban a rájátszással együtt: 174; idény: 1985-86; 163 gólpassz az alapszakaszban 80 mérkőzésen és 11 gólpassz a rájátszásban 10 meccsen
- legtöbb gólpassz egy mérkőzésen: 7 (megosztva rekorder Billy Taylorral); 3 alkalommal: 1980. február 15., 1985. december 11., 1986. február 14.
- legtöbb gólpassz idegenbeli meccsen: 7 (közösen Billy Taylorral); 1985. december 11.
- legtöbb pont: 2857, 1487 mérkőzésen (894 gól, 1963 gólpassz)
- legtöbb pont rájátszással együtt: 3239, 1487 alapszakasz-meccsen és 208 rájátszás-meccsen (1016 gól, 2223 assziszt)
- legtöbb pont egy szezonban: 215; idény: 1985-86, 80 mérkőzésen (52 gól, 163 assziszt)
- legtöbb pont egy szezonban a rájátszással együtt: 255; idény: 1984-85, 208 pont 80 alapszakasz-meccsen és 47 pont 18 playoff meccsen
- legtöbb hosszabbításban jegyzett gólpassz az NHL-ben: 15
- legtöbb gól centerként az NHL-ben: 894
- legtöbb gól centerként egy szezonban: 92, idény: 1982-83, 80 meccsen
- legtöbb gólpassz centerként az NHL-ben: 1963
- legtöbb gólpassz centerként egy szezonban: 163, idény: 1985-86, 80 meccsen
- legtöbb pont centerként az NHL-ben: 2857
- legtöbb pont centerként egy szezonban: 215, idény: 1985-86, 80 meccsen
- legtöbb gólpassz egy meccsen az első szezonban: 7, (1980. február 15.)
- legmagasabb mérkőzésenkénti gólátlag egy szezonban: 1,18; idény: 1983-84 (87 gól 74 meccsen)
- legmagasabb mérkőzésenkénti gólpasszátlag az NHL-ben: 1,321; 1963 gólpassz 1487 meccsen
- legmagasabb mérkőzésenkénti gólpasszátlag egy szezonban: 2,04; idény: 1985-86, 163 gólpassz 80 meccsen
- legmagasabb mérkőzésenkénti pontátlag egy szezonban (50 pont vagy az felett szerzők között): 2,77, idény: 1983-84, 205 pont 74 meccsen
- legtöbb 40 vagy annál több gólos szezon: 12, 20 idény alatt
- legtöbb egymást követő 40 vagy annál több gólos szezon: 12, 1979-80 és 1991-92 szezon között
- legtöbb 50 vagy annál több gólos szezon: 9 (megosztva rekorder Mike Bossy-val)
- legtöbb 60 vagy annál több gólos szezon: 5 (megosztva rekorder Mike Bossy-val)
- legtöbb egymást követő 60 vagy annál több gólos szezon: 4, 1981-82 és 1984-85 szezon között
- legtöbb 100 pont feletti szezon: 15
- legtöbb egymás utáni 100 vagy annál több pontos szezon: 13, 1979-81 és 1991-92 szezon között
- legtöbb 3 vagy annál több gólos meccs az NHL-ben: 50 (37 mesterhármas, 9 négygólos, 4 ötgólos meccs)
- legtöbb mesterhármas egy szezonban: 10, 1981-82 és 1983-84 szezonokban
- leghosszabb gólpassz-szerző sorozat: 1990-91, sorozatban 23 mérkőzésen 48 gólpassz
- leghosszabb pontszerző sorozat: sorozatban 51 mérkőzésen 153 pont(1983-84: 1983. október 5 és 1984. január 28 között, 61 gól és 92 gólpassz)
- leghosszabb pontszerző sorozat a szezonkezdettől: a 39. számú rekord ez is egyben